# شمس‌الدین محمد
شمس‌الدین محمد بن ابوبکر کرت (۶۴۳–۶۷۶ هجری قمری) دومین سلطان سلسله آل کرت و یکی از شخصیت‌های برجسته تاریخ سیاسی و نظامی منطقه خراسان در قرون میانه بود. او در دوره‌ای به سلطنت رسید که بسیاری از مناطق ایران و آسیای میانه تحت تأثیر قدرت‌های جدید مانند مغولان و غوریان قرار داشتند. سلطنت او پایه‌گذار حکومتی مستقل در بخش‌هایی از خراسان و افغانستان امروزی بود

## پیشینه و آغاز حکومت
شمس‌الدین محمد از خاندان کرت بود که یکی از خاندان‌های شناخته‌شده در خراسان و مناطق مرکزی ایران محسوب می‌شد. او در خانواده‌ای برجسته و با تاریخ سیاسی طولانی متولد شد. پدرش، رکن‌الدین ابوبکر کرت، یکی از فرماندهان مهم در دستگاه حکومتی و نظامی منطقه بود. شمس‌الدین محمد پس از درگذشت پدر در سال ۶۴۳ هجری قمری به قدرت رسید و فرمانروایی بر مناطق هرات، قندهار، غور و بخشی از مناطق شمال افغانستان و جنوب آمودریا را به دست آورد.
با توجه به ویژگی‌های خاندان کرت و روابط آن با سایر اقوام منطقه‌ای مانند غوریان، شمس‌الدین محمد توانست به سرعت سلطنت خود را تثبیت کرده و حکومتی مستقل در این بخش‌ها ایجاد کند. سلطنت او نقطه عطفی در تاریخ خراسان بود، چرا که او موفق شد در برابر تهدیدات داخلی و خارجی، از جمله حملات مغولان، ایستادگی کند.

## روابط با مغولان و گسترش قلمرو
یکی از ویژگی‌های برجسته دوران سلطنت شمس‌الدین محمد، روابط پیچیده و متنوع او با مغولان بود. مغولان در این دوران به سرعت در حال گسترش قدرت خود در آسیای مرکزی و خاورمیانه بودند و بسیاری از سرزمین‌های اسلامی را به تصرف درآورده بودند. شمس‌الدین محمد به عنوان یک فرمانده محلی هوشمند، توانست با مغولان تعاملات دیپلماتیک و نظامی داشته باشد تا قلمرو خود را حفظ کند.
در سال ۱۲۴۵ میلادی (۶۲۴ هجری قمری)، شمس‌الدین محمد پس از درگذشت پدر، هرات را تصرف کرد و این شهر را به عنوان مرکز حکومتی خود انتخاب کرد. او در این دوران به عنوان یکی از فرماندهان کلیدی در حملات مغول به هند مشارکت کرد. در این سفر، شمس‌الدین محمد به همراه سلی نایان، یکی از فرماندهان مغول، به هند رفت و نقش فعالی در نبردها ایفا کرد. این همکاری باعث تقویت روابط او با مغولان شد.
همچنین، شمس‌الدین محمد در سال ۱۲۴۷ میلادی (۶۴۶ هجری قمری) به دربار منگوقاآن، خان بزرگ مغولان، سفر کرد و از او فرمان حکومت بر بخشی از خراسان و افغانستان را دریافت کرد. این فرمان به او اجازه داد تا قلمرو خود را گسترش دهد و قدرتش را تثبیت کند. روابط با مغولان برای شمس‌الدین محمد یک استراتژی کلیدی در برابر تهدیدات داخلی و خارجی بود، چرا که با پشتیبانی مغولان، او قادر بود از خطرات حملات دیگر قدرت‌های منطقه‌ای جلوگیری کند.

## روابط با ایلخانان مغول و پایان حکومت
در ادامه، شمس‌الدین محمد به تقویت روابط خود با ایلخانان مغول پرداخت. در سال ۱۲۶۳ میلادی (۶۴۲ هجری قمری)، به دربار هلاکوخان، بنیان‌گذار ایلخانان مغول در ایران، رفت و توانست حمایت‌های لازم را از این قدرت بزرگ مغولی دریافت کند. این حمایت‌ها به او کمک کردند تا قلمرو خود را در برابر تهدیدات دیگران، از جمله حملات رقبای داخلی، حفظ کند.
با گذشت زمان، شمس‌الدین محمد در تلاش بود تا روابط خود را با دیگر فرمانروایان مغولی تقویت کند و از این طریق بر سلطنت خود در خراسان و مناطق اطراف آن افزوده و قلمرو خود را گسترش دهد. در سال ۱۲۷۶ میلادی (۶۵۵ هجری قمری)، او به دربار آقاخان دوم، جانشین هلاکوخان، سفر کرد و در این سفر نیز روابط خود را با ایلخانان تحکیم نمود.
اما در سال ۱۲۷۸ میلادی (۶۵۷ هجری قمری)، شمس‌الدین محمد پس از بازگشت به تبریز به دستور آقاخان دوم مسموم شد و درگذشت. او در شهر جام در خراسان دفن شد. پس از درگذشت او، پسرش رکن‌الدین کیهن به سلطنت رسید و جانشین او شد.

## میراث فرهنگی
شمس‌الدین محمد علاوه بر موفقیت‌های سیاسی و نظامی، در عرصه فرهنگ و ادب نیز تأثیرگذار بود. در دوران سلطنت او، هنر و علم در دربار وی رشد پیدا کرد و برخی از بزرگ‌ترین شخصیت‌های فرهنگی و علمی آن دوران تحت حمایت او قرار گرفتند. شمس‌الدین محمد خود نیز شاعری با ذوق و ادب بود و آثار شعری زیادی از او باقی مانده است.
یکی از ویژگی‌های بارز شمس‌الدین محمد در عرصه فرهنگی، توجه ویژه او به گسترش دیوان شعر فارسی بود. در این دوران، شعر فارسی به عنوان زبان فرهنگی و ادبی در سراسر مناطق تحت حکومت وی رواج داشت و آثار شعرای مختلف در دربار او مورد توجه قرار می‌گرفت. یکی از اشعار معروف او بدین شرح است:
"با دشمن چو دوست بسیار نشست
با دوست نشایدم دگر بار نشست
پرهیز از آن عسل که با زهر آمیخت
بگریز از آن مگس که بر مار نشست"
این اشعار نمایانگر حکمت و تفکر عمیق او در امور اجتماعی و حکومتی است. میراث فرهنگی و ادبی شمس‌الدین محمد کرت در تاریخ منطقه باقی مانده و نقش مهمی در شکل‌گیری هویت فرهنگی این نواحی داشته است.